# Санус
Сану́с (фр. Sanous, окс. Sanós) — коммуна во Франции, находится в регионе Юг — Пиренеи. Департамент — Верхние Пиренеи. Входит в состав кантона Вик-ан-Бигор. Округ коммуны — Тарб.
Код INSEE коммуны — 65403.

## География

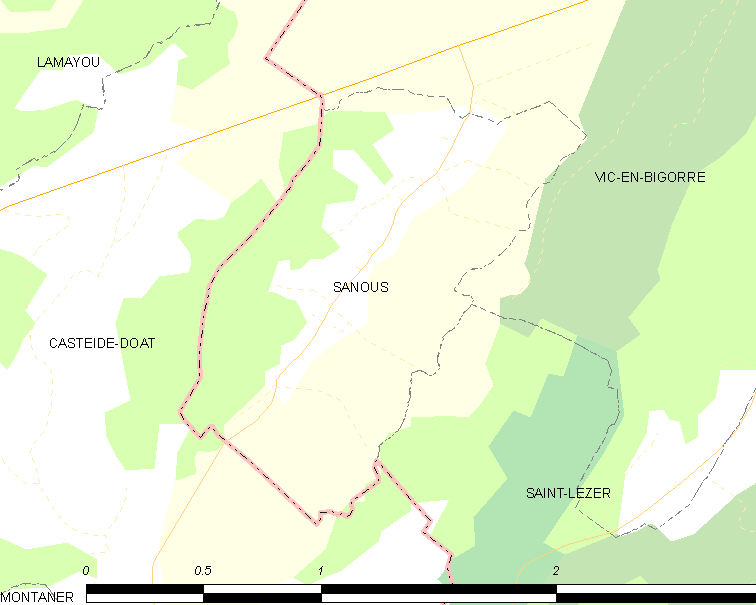
Карта коммуны

Коммуна расположена приблизительно в 640 км к югу от Парижа, в 120 км западнее Тулузы, в 18 км к северу от Тарба.

## Климат
Климат умеренно-океанический с солнечной тёплой погодой и обильными осадками на протяжении практически всего года.

## Население
Население коммуны на 2010 год составляло 83 человека.
| 1962 | 1968 | 1975 | 1982 | 1990 | 1999 | 2010 |
| ---- | ---- | ---- | ---- | ---- | ---- | ---- |
| 71   | 66   | 67   | 68   | 74   | 75   | 83   |

## Администрация
| Период | Период | Фамилия | Партия | Примечания |
| ------ | ------ | ------- | ------ | ---------- |
| 2001   | 2020   | Ги Дюлу |        |            |

## Экономика
В 2010 году среди 58 человек трудоспособного возраста (15-64 лет) 46 были экономически активными, 12 — неактивными (показатель активности — 79,3 %, в 1999 году было 75,0 %). Из 46 активных жителей работали 45 человек (23 мужчины и 22 женщины), безработным был 1 мужчина. Среди 12 неактивных 4 человека были учениками или студентами, 7 — пенсионерами, 1 был неактивным по другим причинам.